# ライアン・フラーフェンベルフ
- ライアン・グラーフェンベルフ
- ライアン・フラーフェンベルク
- ライアン・グラフェンベルク
- ライアン・フラフェンベルク
- ライアン・グラフェンベルフ
- ライアン・フラフェンベルフ

ライアン・フラーフェンベルフ（Ryan Gravenberch, 2002年5月16日 - ）は、オランダ・アムステルダム出身のプロサッカー選手。プレミアリーグ・リヴァプールFC所属。オランダ代表。ポジションはミッドフィールダー。

## 経歴

### クラブ
2010年、8歳のときにアヤックス・アムステルダムからスカウトされ、下部組織に入団。2018年6月7日には、アヤックスの下部組織で最も優れた選手に贈られる「アブドゥルハーク・ヌーリ・トロフィー」を受賞。この日にクラブと初のプロ契約を交わし、8月24日、リザーヴチームのヨング・アヤックスでドルトレヒト戦に出場し、プロデビュー。 
2018年9月23日、エールディヴィジのPSV戦でトップチーム初出場。16歳130日でエールディヴィジ初出場を果たし、クラレンス・セードルフの最年少記録（16歳242日）を更新した。2020年10月には、バルセロナやユヴェントスがフラーフェンベルフの獲得を検討していると報じられた。
2020-21シーズン、KNVBカップ決勝のフィテッセ戦では先制ゴールを挙げて優勝に貢献。リーグとの2冠を達成し、シーズン最優秀若手選手に選出された。
2022年6月13日、ドイツのバイエルン・ミュンヘンに5年契約で移籍。移籍金は2,500万ユーロと報じられた。2022-23シーズンはヨシュア・キミッヒやレオン・ゴレツカといった同ポジションの選手からレギュラーを奪えずに終わった。
2023年9月1日、イングランドのリヴァプールに5年契約で移籍。移籍金は4,000万ユーロ（+アドオン500万ユーロ）と報じられた。
2023-24シーズン、ユルゲン・クロップ体制では遠藤航がアンカーとして重用され、フラーフェンベルフは中盤の控えとして途中出場が多かったが、監督がアルネ・スロットに代わった2024-25シーズンはトップ下のソボスライ・ドミニクと8番を2枚というシステムになり、遠藤からポジションを奪う形でアレクシス・マック・アリスターとコンビを組み、主力として活躍。リーグ優勝に貢献し、プレミアリーグ シーズン最優秀若手選手にも選出された。

### 代表
オランダの各世代別代表に選出され、2018年にはUEFA U-17欧州選手権の優勝メンバーの一員となった。
2021年3月24日、FIFAワールドカップ予選のトルコ戦でA代表初出場。6月にはUEFA EUROのメンバーに選出され、グループステージの2試合に出場した。
2023年9月4日、リヴァプールに加入して間もないフラーフェンベルフは、オランダU-21代表のUEFA U-21欧州選手権予選への招集を辞退。チームは、フラーフェンベルフの不参加について「新しいクラブに集中するための選択」と発表したが、代表監督のロナルド・クーマンとU-21代表監督のミハエル・ライツィハーはこの決定を非難した。
2024年のUEFA EUROのメンバーにも選出されたが、この大会での出場機会はなかった。

## 個人成績

### クラブ
| 国内大会個人成績 | 国内大会個人成績 | 国内大会個人成績 | 国内大会個人成績 | 国内大会個人成績 | 国内大会個人成績 | 国内大会個人成績 | 国内大会個人成績 | 国内大会個人成績 | 国内大会個人成績 | 国内大会個人成績 | 国内大会個人成績 |
| 年度             | クラブ           | 背番号           | リーグ           | リーグ戦         | リーグ戦         | リーグ杯         | リーグ杯         | オープン杯       | オープン杯       | 期間通算         | 期間通算         |
| 年度             | クラブ           | 背番号           | リーグ           | 出場             | 得点             | 出場             | 得点             | 出場             | 得点             | 出場             | 得点             |
| オランダ         | オランダ         | オランダ         | オランダ         | リーグ戦         | リーグ戦         | リーグ杯         | リーグ杯         | KNVBカップ       | KNVBカップ       | 期間通算         | 期間通算         |
| ---------------- | ---------------- | ---------------- | ---------------- | ---------------- | ---------------- | ---------------- | ---------------- | ---------------- | ---------------- | ---------------- | ---------------- |
| 2018-19          | アヤックス       | 38               | エールディヴィジ | 1                | 0                | -                | -                | 1                | 1                | 2                | 1                |
| 2019-20          | アヤックス       | 29               | エールディヴィジ | 9                | 2                | -                | -                | 2                | 1                | 11               | 3                |
| 2020-21          | アヤックス       | 8                | エールディヴィジ | 32               | 3                | -                | -                | 4                | 1                | 36               | 4                |
| 2021-22          | アヤックス       | 8                | エールディヴィジ | 30               | 2                | -                | -                | 3                | 1                | 33               | 3                |
| ドイツ           | ドイツ           | ドイツ           | ドイツ           | リーグ戦         | リーグ戦         | リーグ杯         | リーグ杯         | DFBポカール      | DFBポカール      | 期間通算         | 期間通算         |
| 2022-23          | バイエルン       | 38               | ブンデスリーガ   | 24               | 0                | -                | -                | 2                | 1                | 26               | 1                |
| 2023-24          | バイエルン       | 38               | ブンデスリーガ   | 1                | 0                | -                | -                | -                | -                | 1                | 0                |
| イングランド     | イングランド     | イングランド     | イングランド     | リーグ戦         | リーグ戦         | FLカップ         | FLカップ         | FAカップ         | FAカップ         | 期間通算         | 期間通算         |
| 2023-24          | リヴァプール     | 38               | プレミアリーグ   | 26               | 1                | 5                | 0                | 2                | 1                | 33               | 2                |
| 2024-25          | リヴァプール     | 38               | プレミアリーグ   | 37               | 0                | 3                | 0                | 0                | 0                | 40               | 0                |
| 通算             | オランダ         | オランダ         | エールディヴィジ | 72               | 7                | -                | -                | 10               | 4                | 82               | 11               |
| 通算             | ドイツ           | ドイツ           | ブンデスリーガ   | 25               | 0                | -                | -                | 2                | 1                | 27               | 1                |
| 通算             | イングランド     | イングランド     | プレミアリーグ   | 63               | 1                | 8                | 0                | 2                | 1                | 73               | 2                |
| 総通算           | 総通算           | 総通算           | 総通算           | 160              | 8                | 8                | 0                | 14               | 6                | 182              | 14               |

### 代表
| オランダ代表 | 国際Aマッチ | 国際Aマッチ |
| 年           | 出場        | 得点        |
| ------------ | ----------- | ----------- |
| 2021         | 10          | 1           |
| 2022         | 1           | 0           |
| 2023         | 0           | 0           |
| 2024         | 7           | 0           |
| 2025         | 2           | 0           |
| 通算         | 20          | 1           |

#### ゴール
| #  | 年月日       | 開催地                                  | 対戦国     | 勝敗 | 試合概要 |
| -- | ------------ | --------------------------------------- | ---------- | ---- | -------- |
| 1. | 2021年6月6日 | デ・フロルーシュ・フェステ（ オランダ） | ジョージア | ○3-0 | 親善試合 |

## タイトル

### クラブ
アヤックス
- KNVBカップ（2020-21）
- エールディヴィジ（2020-21, 2021-22）

バイエルン・ミュンヘン
- ブンデスリーガ（2022-23）[30]
- DFLスーパーカップ（2022）

リヴァプール
- プレミアリーグ（2024-25）[19]
- EFLカップ（2023-24）

### 代表
U-17オランダ代表
- UEFA U-17欧州選手権（2018）[20]

### 個人
- エールディヴィジ シーズン最優秀若手選手（2020-21）[9]
- プレミアリーグ シーズン最優秀若手選手（英語版）（2024-25）[19]